# Список эпизодов телесериала «Вызов»
Список американского научно-фантастического телесериала «Вызов», совместного проекта телеканала SyFy и производителя компьютерных игр Trion. Сериал рассказывает о том, как людям и инопланетянам пришлось жить бок о бок на Земле после многолетней войны.

## Обзор сезонов
| Сезон | Сезон | Эпизоды | Оригинальная дата показа | Оригинальная дата показа |
| Сезон | Сезон | Эпизоды | Премьера сезона          | Финал сезона             |
| ----- | ----- | ------- | ------------------------ | ------------------------ |
|       | 1     | 12      | 15 апреля 2013           | 8 июля 2013              |
|       | 2     | 13      | 19 июня 2014             | 28 августа 2014          |
|       | 3     | 13      | 12 июня 2015             | 7 августа 2015           |

## Список серий

### Сезон 1 (2013)
| № общий | № в сезоне | Название                                                                        | Режиссёр     | Автор сценария                                | Дата премьеры  | Зрители в США (млн) |
| --- | ---------- | ------------------------------------------------------------------------------- | ------------ | --------------------------------------------- | -------------- | ------------------- |
| 1 | 1          | «Пилотная серия» «Pilot»                                                        | Скотт Стюарт | Рокни С. О’Бэннон, Кевин Мёрфи и Майкл Тейлор | 15 апреля 2013 | 2.73                |
| Нолан и Ириса находят мощный источник энергии. Они оказываются в городе Непокорный – построенном на руинах Сент-Луиса, штат Миссури, его населяют оставшиеся в живых люди и Вотане. Нолана просят разыскать убийцу после того, как шериф города был убит. Убийца найден, но не раньше, чем генератор щита разрушается, что делает его уязвимым для атаки Волджи. Нолан и Ириса используют источник энергии, который они обнаружили, чтобы уничтожить армию Волджи, и Нолан остается в Непокорном как новый Шериф. |            |                                                                                 |              |                                               |                |                     |
| 2 | 2          | «Вниз под землю вслед за мертвецами» «Down In the Ground Where the Dead Men Go» | Майкл Нанкин | Кевин Мёрфи и Анупам Нигам                    | 22 апреля 2013 | 2.40                |
| Каститианец охотно подвергается пыткам, чтобы компенсировать свою трусость в обороне города, но Ириса останавливает ритуал. Предатель, кто разрушил генератор щита убегает в подземные пещеры, в развалинах старого Сент-Луиса и пытается заставить ядерный реактор взорваться, разрушив город над ним. |            |                                                                                 |              |                                               |                |                     |
| 3 | 3          | «Дьявол во тьме» «The Devil In the Dark»                                        | Омар Мадха   | Майкл Тейлор                                  | 29 апреля 2013 | 2.29                |
| Ирисе приходится столкнуться лицом к лицу с тревожной силой, в то время, как город Непокорный подвергается нападению Адских жуков. |            |                                                                                 |              |                                               |                |                     |
| 4 | 4          | «Достопочтенный гражданин» «A Well Respected Man»                               | Майкл Нанкин | Крэйг Гор и Тим Уолш                          | 6 мая 2013     | 2.15                |
| Кения похищена. Рэйф на шаг ближе к правде о смерти своего сына. |            |                                                                                 |              |                                               |                |                     |
| 5 | 5          | «Яйцо змеи» «The Serpent's Egg»                                                 | Омар Мадха   | Дэвид Уиддл и Брэдли Томпсон                  | 13 мая 2013    | 1.98                |
| Нолан и Аманда оказываются в опасности, пытаясь вывезти заключенного из города. Настроение Ирисы становится мрачным, когда она видит человека, который, как она считает, мучил её ребенком. |            |                                                                                 |              |                                               |                |                     |
| 6 | 6          | «Братья по оружию» «Brothers in Arms»                                           | Энди Волк    | Тодд Славкин и Даррен Свиммер                 | 20 мая 2013    | 1.95                |
| Приезжает старый приятель Нолана со времен войны, и в то же самое время появляется преступник-каститианец. |            |                                                                                 |              |                                               |                |                     |
| 7 | 7          | «Прощай, голубое небо» «Goodbye Blue Sky»                                       | Энди Волк    | Анупам Нигам и Аманда Элперт Мускат           | 3 июня 2013    | 1.69                |
| Когда начинается смертоносная буря с Режущим дождем, жители Непокорного должны спрятаться в укрытии и оставаться в закрытом помещении, где они узнают скрытые истины о себе и окружающих. |            |                                                                                 |              |                                               |                |                     |
| 8 | 8          | «Я родился не в то время» «I Just Wasn't Made for These Times»                  | Аллен Крокер | Кларк Перри                                   | 10 июня 2013   | 1.91                |
| После большого шторма Нолан и Томми находят американского космонавта, который был в искусственно вызванном сне на протяжении нескольких десятилетий. |            |                                                                                 |              |                                               |                |                     |
| 9 | 9          | «Если я покину этот мир живым» «If I Ever Leave This World Alive»               | Аллен Крокер | Брайан Грация                                 | 17 июня 2013   | 1.60                |
| Смертельная чума угрожает городу. Между расами нарастают напряженные отношения, когда Ирасиенты, у которых иммунитет к вирусу, изолируются. |            |                                                                                 |              |                                               |                |                     |
| 10 | 10         | «Невеста была в черном» «The Bride Wore Black»                                  | Тодд Славкин | Тодд Славкин и Даррен Свиммер                 | 24 июня 2013   | 1.66                |
| Город потрясен, когда останки крупного бизнесмена, который пропал без вести почти шесть лет назад, обнаружены скрытыми в стенах. |            |                                                                                 |              |                                               |                |                     |
| 11 | 11         | «Всё, что случилось с нами, лишь пролог» «Past is Prologue»                     | Майкл Нанкин | Майкл Тейлор                                  | 1 июля 2013    | 1.94                |
| Избирательная кампания Аманды на пост мэра под угрозой, когда Нолан вовлечен в инцидент накануне выборов, побуждая город подвергнуть сомнению решение Аманды назначить его шерифом. |            |                                                                                 |              |                                               |                |                     |
| 12 | 12         | «Всё разрушено» «Everything is Broken»                                          | Майкл Нанкин | Кевин Мёрфи                                   | 8 июля 2013    | 2.17                |
| Граждане Непокорного готовятся отдать голоса за мэра. Прошлое Нолана всплывает наружу. Ириса должна решить, принять ли свою судьбу. |            |                                                                                 |              |                                               |                |                     |

### Сезон 2 (2014)
| № общий | № в сезоне | Название                                                               | Режиссёр     | Автор сценария                   | Дата премьеры   | Зрители в США (млн) |
| --- | ---------- | ---------------------------------------------------------------------- | ------------ | -------------------------------- | --------------- | ------------------- |
| 13 | 1          | «Всё не слава Богу» «The Opposite of Hallelujah»                       | Майкл Нанкин | Кевин Мёрфи                      | 19 июня 2014    | 2.01                |
| В поисках Ирисы Нолан направляется в Новый Чикаго и Новый Лос-Анджелес. Между тем в Непокорном Земная Республика назначает очаровательного, расчетливого и амбициозного Найлза Поттингера мэром. |            |                                                                        |              |                                  |                 |                     |
| 14 | 2          | «В моей тайной жизни» «In My Secret Life»                              | Майкл Нанкин | Майкл Тейлор                     | 26 июня 2014    | 1.43                |
| Ириса арестована по возвращении в Непокорный, но Нолан может договориться о её освобождении, поймав ответственных за взрыв, который чуть не убил мэра Поттингера. Между тем Стама решает, что единственный способ контролировать криминальные предприятия своей семьи ─ гарантировать, что Дэйтак останется за решеткой.                       |            |                                                                        |              |                                  |                 |                     |
| 15 | 3          | «Верёвка и топор» «The Cord and the Ax»                                | Майкл Нанкин | Эллисон Миллер                   | 3 июля 2014     | 1.49                |
| Ириса продолжает испытывать провалы сознания всё чаще и чаще, но пытается хранить свою ситуацию в тайне от взволнованного Нолана. А под самозваным лидерством Стамы семейный бизнес Тарров процветает, в то время как Дейтак, становящийся всё более и более подозрительным, остается за решеткой.                                             |            |                                                                        |              |                                  |                 |                     |
| 16 | 4          | «Рабочие лошадки» «Beasts of Burden»                                   | Аллен Крокер | Тодд Славкин и Даррен Свиммер    | 10 июля 2014    | 1.65                |
| Нолану приказывают выследить и уничтожить ответственных за нападение в плохих землях на сильно потрясенного Поттингера и его фургон. Напряженность вспыхивает, когда расследование приводит Нолана к доказательству, вовлекающему одного из шахтеров Рейфа. Между тем Дейтак нацеливается на то, чтобы вернуть контроль над семейным бизнесом. |            |                                                                        |              |                                  |                 |                     |
| 17 | 5          | «Навреди» «Put the Damage On»                                          | Аллен Крокер | Невин Деншэм                     | 17 июля 2014    | 1.64                |
| Аманду терроризирует охотник, что может привести к достаточно непредсказуемым последствиям для всего Непокорного. |            |                                                                        |              |                                  |                 |                     |
| 18 | 6          | «Дело рук этой женщины» «This Woman's Work»                            | Аллен Крокер | Брайан Аллен                     | 24 июля 2014    | 1.61                |
| Поездка к месту падения Аркфолла во главе с Ноланом приводит к опасности в виде инопланетной расы, с которой он никогда не сталкивался прежде. В то же время Стама делает шокирующий шаг после того, как церковники призывают её унять жажду власти. Ириса начинает раскрывать Томми свои глубокие, темные секреты.                            |            |                                                                        |              |                                  |                 |                     |
| 19 | 7          | «Видели бы вы её моими глазами» «If You Could See Her Through My Eyes» | Аллен Крокер | бруста браун и Джон Митчелл Тодд | 31 июля 2014    | 1.48                |
| Дейтак обращается к неожиданному союзнику после того, как его подставили. Таинственный незнакомец направляет Ирису, чтобы она узнала больше о своей судьбе. |            |                                                                        |              |                                  |                 |                     |
| 20 | 8          | «Ковыляя в Вифлеем» «Slouching Towards Bethlehem»                      | Ларри Шоу    | Брайан Миллер                    | 7 августа 2014  | 1.62                |
| Нолан допрашивает подозреваемого шпиона вотанцев, чтобы предотвратить катастрофическую террористическую атаку на Нью-Йорк. |            |                                                                        |              |                                  |                 |                     |
| 21 | 9          | «Нарисовано по памяти» «Painted from Memory»                           | Ларри Шоу    | Кевин Мёрфи                      | 14 августа 2014 | 1.58                |
| Доктор Элл имеет свой собственный темный секрет и изо всех сил пытается его сохранить. |            |                                                                        |              |                                  |                 |                     |
| 22 | 10         | «Дно мира» «Bottom of the World»                                       | Энди Волк    | Анупам Нигам                     | 21 августа 2014 | 1.42                |
| Смертоносный обвал шахты оставляет Аманду и Поттингера пойманными в ловушку, и для Нолана и Рейфа начинается обратный отсчет, чтобы спасти их. |            |                                                                        |              |                                  |                 |                     |
| 23 | 11         | «Сломанная кукла» «Doll Parts»                                         | Энди Волк    | Фоеф Саттон                      | 21 августа 2014 | 1.50                |
| Нолан ищет Ирису, оставляя Аманду со значком шерифа, как раз когда шокирующее убийство происходит в Непокорном. |            |                                                                        |              |                                  |                 |                     |
| 24 | 12         | «Всё пройдёт» «All Things Must Pass»                                   | Майкл Нанкин | Тодд Славкин и Даррен Свиммер    | 28 августа 2014 | 1.35                |
| Нолан спешит, чтобы спасти Томми жизнь и остановить Ирису. Напряженные отношения между Амандой и Стамой приводят к столкновению. |            |                                                                        |              |                                  |                 |                     |
| 25 | 13         | «Я почти молилась» «I Almost Prayed»                                   | Майкл Нанкин | Кевин Мёрфи                      | 28 августа 2014 | 1.48                |
| Нолану приходится сражаться как с Земной Республикой, так и со своими старыми знакомыми, чтобы не дать Ирисе воплотить в жизнь свой разрушительный план. Он полон намерений во что бы то ни стало спасти Ирису от коварных сил Казири до того, как его друзья смогут расправиться с ней.                                                       |            |                                                                        |              |                                  |                 |                     |

### Сезон 3 (2015)
| № общий | № в сезоне | Название                                                                                         | Режиссёр       | Автор сценария                   | Дата премьеры   | Зрители в США (млн) |
| --- | ---------- | ------------------------------------------------------------------------------------------------ | -------------- | -------------------------------- | --------------- | ------------------- |
| 26 | 1          | «Мир, который мы упустили» «The World We Seize»                                                  | Майкл Нанкин   | Кевин Мёрфи                      | 12 июня 2015    | 1.11                |
| Нолан и Ириса, загадочным способом были спасены из под завала шахты. Выбравшись наружу они обнаруживают, что Непокорный атакован врагом и город находится в сложном положении, особенно после разрушения гуланитовых шахт. Дэйтак, Рэйф и Стахма сталкиваются с большими сложностями в то время, как пытаются воссоединить свою семью. |            |                                                                                                  |                |                                  |                 |                     |
| 27 | 2          | «Последние единороги» «The Last Unicorns»                                                        | Майкл Нанкин   | Кари Дрейк                       | 12 июня 2015    | 1.11                |
| После того, как Стахма и Рам Тэк убивают Макколеиса, Алак сбегает с сыном. Пилар помогает им, находя трейлер и убивая жителей, чтобы освободить его. Когда Алак просыпается в середине ночи, Пилар и его сын ушли. Т'евкин, беседует с Амандой. Она возвратит его дочь, но только если они разделят гуланит. За пределами Непокорного Стахма и Дэйтак вынуждены выполнить пожелания Рама Тэка стать шпионами, как только он показывает, что его пленник Алак Тарр. |            |                                                                                                  |                |                                  |                 |                     |
| 28 | 3          | «Сломанная ветвь» «Broken Bough»                                                                 | Ларри Шоу      | Тодд Славкин и Даррен Свиммер    | 19 июня 2015    | 0.88                |
| Стахма просит Нолана спасти раненого Дэйтака. Нолан и Ириса принимают решение проследить за генералом Рахмом Тек, что приводит к пленению Ирисы. Алак вырывается из лап Тека. Аманда спасает Стахму, но отправляет её в тюрьму. Аманда решает провести казнь Дэйтака по традициям Каститанцев. Нолан устраивает диверсию в лагере генерала Тека, но тот остается уцелевшим и собрав остатки своей армии отправляется на штурм Непокорного.                         |            |                                                                                                  |                |                                  |                 |                     |
| 29 | 4          | «Тишина в эфире» «Dead Air»                                                                      | Ларри Шоу      | Грегори Вейдман и Джефф Ток      | 26 июня 2015    | 1.16                |
| Аманда и Нолан попадают в ловушку, когда пытаются добраться до тайника с оружием. Берлин расследует дело о нападении Вотанского Коллектива на город и параллельно находит способ отомстить Ирисе. Тайные отношения между лидером Омеков Т’эвгином и Стамой принимают неожиданный оборот. |            |                                                                                                  |                |                                  |                 |                     |
| 30 | 5          | «История рифмуется» «History Rhymes»                                                             | Феликс Алькала | Анупам Нигам                     | 3 июля 2015     | 1.28                |
| Нолан и Ириса оказались в смертельной опасности, столкнувшись со своим прошлым. Между тем Дэйтак и Стама Тарр готовят решительный план мести генералу Рам Тэку, который держит в плену их сына и постоянно требует проводить диверсионные действия в Непокорном. |            |                                                                                                  |                |                                  |                 |                     |
| 31 | 6          | «Куда покатились яблоки» «Where the Apples Fell»                                                 | Феликс Алькала | Паула Йу                         | 10 июля 2015    | 1.07                |
| Берлин с Ноланом отправляются на поимку Датака и Стахмы Тарр сразу после того, как выясняется их связь с Вотанским Коллективом. Тем временем Алак осознает всю ответственность, будучи отцом своего ребенка. |            |                                                                                                  |                |                                  |                 |                     |
| 32 | 7          | «Красота нашего оружия» «The Beauty of Our Weapons»                                              | Майрзи Алмас   | Мануэль Фигероа и Джордан Хеймер | 17 июля 2015    | 1.11                |
| Известный торговец оружием прибывает в Непокорный и своими действиями противопоставляет друг другу Нолана, Аманду и Берлин. Между тем Нолан, создавая ополчение для сражения с армией Вотанского Коллектива, сталкивается с серьезными трудностями. В логове Омеков возникает раздор из-за появления Стахмы. Пришло время Дейтаку и Алаку свести друг с другом счеты.                                                                                              |            |                                                                                                  |                |                                  |                 |                     |
| 33 | 8          | «Меня зовут Датак Тарр и я пришёл убить вас» «My Name Is Datak Tarr and I Have Come to Kill You» | Майрзи Алмас   | Кевин Мёрфи                      | 24 июля 2015    | 1.24                |
| Город находится под осадой Вотанского Коллектива возглавляемого генералом Рам Таком. В то время, как Нолан с Амандой и Ирисой возглавляют ополчение для защиты города, Дейтак вспоминает своё детство и принимает очень важное решение. Стахма неожиданно отправляется в поездку. |            |                                                                                                  |                |                                  |                 |                     |
| 34 | 9          | «Остинато в белом» «Ostinato in White»                                                           | Аллан Аркуш    | Брайан Миллер                    | 31 июля 2015    | 1.00                |
| После ужасного убийства Нолан и Ириса ведут охоту на ужасного животного. Доктор Юл исследует тело жертвы. |            |                                                                                                  |                |                                  |                 |                     |
| 35 | 10         | «Когда небо погаснет в сумерках» «When Twilight Dims the Sky Above»                              | Аллан Аркуш    | Брайан Аллен Александр           | 7 августа 2015  | 1.26                |
| Аманда принимает делегацию Вотанского Коллектива в Непокорном. Привязанности Стахмы проверяются на прочность. Т’эвгин работает над тем, чтобы полностью акклиматизироваться к жизни на Земле. |            |                                                                                                  |                |                                  |                 |                     |
| 36 | 11         | «В демона преображаясь» «Of a Demon in My View»                                                  | Томас Бёрстин  | Ник Мюллер                       | 14 августа 2015 | 1.11                |
| 37 | 12         | «Пробуждение» «The Awakening»                                                                    | Майкл Нанкин   | Тодд Славкин и Даррен Свиммер    | 21 августа 2015 | 1.13                |
| 38 | 13         | «Смерть застигнет нас в походе» «Upon the March We Fittest Die»                                  | Майкл Нанкин   | Кевин Мёрфи                      | 28 августа 2015 | 1.17                |